# Чумскйок
Чумскйок (Арсентий) — река в России, течёт по территории Ловозерского района Мурманской области. Устье реки находится в 137 км по левому берегу реки Иоканьга. Длина реки — 16 км, площадь водосборного бассейна 99,2 км². Протекает вдали от населённых пунктов.

## Данные водного реестра
По данным государственного водного реестра России относится к Баренцево-Беломорскому бассейновому округу, водохозяйственный участок реки — реки бассейна Баренцева моря от восточной границы бассейна реки Воронья до западной границы бассейна реки Иоканга (мыс Святой Нос). Речной бассейн реки — бассейны рек Кольского полуострова, впадает в Баренцево море.
Код водного объекта в государственном водном реестре — 02010000912101000005082.